# 三滝本町
三滝本町（みたきほんまち）は、広島市西区の町名。一丁目と二丁目がある。郵便番号733-0802（広島西郵便局管区）。住居表示実施済み

## 地理
三滝山の東、太田川放水路の西岸に位置する。都心に近いにもかかわらず豊かな自然が残り、春は桜、秋は紅葉の名所として、南区の比治山と並ぶ「市民の憩いの場」である。南東から北西方向に狭い谷が走り、谷の両側は衝立のような急斜面に挟まれている。この地形のおかげで、昭和20年の原爆投下時にも熱線・爆風の直撃を免れた。

## 歴史
元々は三滝山東斜面の川によって刻まれた谷地であるが、1970年代前半と1980年代後半に大規模な宅地造成が行われたため、かなり地形が変わってしまっている。

### 地名の由来
三滝山東斜面の谷を削っている川には、三瀧寺の裏手に３つの滝があり、これが町名の由来となっている。しかし、己斐上地区の宅地開発によって水源が荒らされたため、現在は涸れ川に近い状態になっている。南東から北西方向に狭い谷が走り、谷の両側は衝立のような急斜面に挟まれている。この地形のおかげで、昭和20年の原爆投下時にも熱線・爆風の直撃を免れた。

## 交通

### 鉄道
- 可部線
  - 三滝駅

### 道路
- 広島市道三篠三滝線
  - 三滝橋

## 施設

### 商店
- 三滝茶屋

### その他
- 三滝ゴルフセンター
- 広島市三滝少年自然の家
- 誓願寺
- 常林寺
- 海雲寺
- 長安寺

## 人口・世帯数
2018年6月末の人口・世帯数は以下の通り。
| 町名           | 人口  | 世帯数 |
| -------------- | ----- | ------ |
| 三滝本町一丁目 | 1,628 | 732    |
| 三滝本町二丁目 | 1,461 | 682    |
| 計             | 3,089 | 1,414  |